# كلايف وايتهيد
كلايف وايتهيد (بالإنجليزية: Clive Whitehead)‏ (24 نوفمبر 1955 في المملكة المتحدة - ) هو لاعب كرة قدم بريطاني في مركز لاعب متعدد الاستخدامات. لعب مع نادي إكزتر سيتي ونادي بريستول سيتي ونادي بورتسموث ووست بروميتش ألبيون ووولفرهامبتون واندررز ويوفل تاون.

## وصلات خارجية
- كلايف وايتهيد على موقع قاعدة بيانات كرة القدم.إي يو (الإنجليزية)